# Dębno
Dębno (udtale: [ˈdɛmbnɔ], tysk: Neudamm)   er en by i den sydvestlige del af voivodskabet Vestpommern i  den nordvestlige del af Polen. Byen  har 13.291(2021) indbyggere og et areal på 19,51  km², og er en del af   powiatet Myślibórz.
Dębno er kendt for at være vært for det ældste marathon i Polen (siden 1969), et af de fem maratonløb inkluderet i Kronen af Polske Marathons, sammen med maratonløb i Kraków, Poznań,  Warszawa og Wrocław.

## Historie
Efter folkevandringstiden var området befolket af polske stammer siden det 6. århundrede. I det 10. århundrede blev det en del af den nye polske stat under sin første historiske hersker Mieszko 1.. I 1232 blev Dębno  af hertug Władysław Odonic fra Piast-dynastiet skænket til tempelridderne. Senere blev det invaderet af saksere umiddelbart efter invasionen og annekteringen af det katolske Hertugdømmet Kopanica, et polsk len. Dębno-slottet tilhørte Odrowąż-huset. I 1373 blev byen en del af Lande under den bøhmiske krone (eller Tjekkiske lande), styret af Luxembourg-dynastiet. I 1402 indgik luxembourgerne en aftale med Kongeriget Polens krone i Kraków. Polen skulle købe og genindlemme byen og den omkringliggende region, men til sidst solgte luxembourgerne den til den Den Tyske Orden, som forblev ved magten indtil 1454.